# Série 221 a 252 da CP
A Série 221 a 252, também identificada como Série 220, foi uma classe de locomotiva a tracção a vapor, utilizada pelas operadoras Caminhos de Ferro do Estado e Companhia dos Caminhos de Ferro Portugueses.

## História

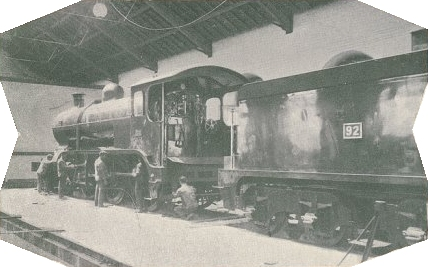
Locomotiva 92 nas oficinas do Barreiro, nos finais da década de 1900.

### Antecedentes
Na transição para o século XX, as companhias ferroviárias portuguesas começaram a encetar esforços no sentido de melhorar as velocidades nos comboios pesados, tendo a iniciativa partido da Companhia Real dos Caminhos de Ferro Portugueses, que procurou acelerar os seus serviços internacionais e entre Lisboa e o Porto. Para tal, adoptou o uso de locomotivas compound, com três eixos conjugados e um bogie à frente, que já se tinham provado apropriadas para rebocar comboios pesados a grandes velocidades em linhas de traçado acidentado. Este tipo de locomotiva tinha sido desenvolvido pela operadora francesa dos Caminhos de Ferro do Oeste, para rebocar comboios pesados em linhas de traçado acidentado. Teve um grande sucesso, e pouco tempo depois esta tipologia já se encontrava em larga escala noutros países europeus, como a Alemanha, Rússia, Espanha e Itália. A sua introdução permitiu uma profunda remodelação dos horários, que tiveram grande êxito perante os passageiros. Na região meridional do país, onde os comboios eram explorados pela divisão do Sul e Sueste dos Caminhos de Ferro do Estado, a situação era bastante diferente, com tráfego predominantemente de mercadorias, devido à reduzida densidade populacional no Alentejo. No entanto, previa-se que esta situação mudasse com a expansão da rede ferroviária no Algarve, com uma correspondente expansão no trânsito de passageiros e mercadorias entre aquela região e Lisboa. Em 1903 o parque de material da divisão do Sul e Sueste contava com apenas 48 locomotivas, que além de serem insuficientes em número para a procura, também eram principalmente compostas por modelos antiquados, lentos e pouco potentes para as necessidades de tráfego. Já na região a Norte do Rio Douro, correspondente à divisão do Minho e Douro dos Caminhos de Ferro do Estado, o tráfego era mais intenso, tanto interno como nas ligações com Espanha, e a maior parte das locomotivas não possuíam capacidade suficiente para rebocar em condições os comboios mais pesados, além que o público reclamava maiores velocidades e maiores comodidades no material, para o qual eram necessárias máquinas mais pesadas.
Assim, tanto no Norte como no Sul do país, apontava-se a necessidade de locomotivas mais rápidas e mais potentes, situação à qual as locomotivas do tipo compound se ajustavam perfeitamente; para as suas necessidades específicas, a Administração dos Caminhos de Ferro do Estado criou um tipo novo, baseado no sistema já implementado dos três eixos conjugados com um bogie à frente, que podia rebocar um comboio de 150 T em rampas de 15 mm, e que tivesse um embasamento rígido de 4 m em curvas de 250 m.

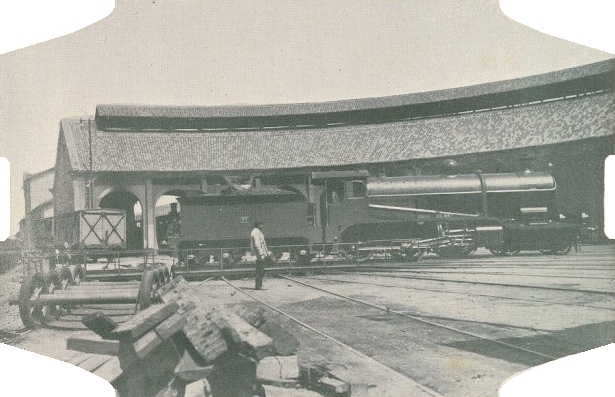
Uma das locomotivas desta série a manobrar na ponte redonda do Barreiro, nos finais da década de 1900.

### Concurso e entrada ao serviço
Em 18 de Fevereiro de 1903, foi aberto o concurso para o fornecimento de quatro locomotivas, para a divisão do Sul e Sueste. As locomotivas deveriam ser do tipo compound de seis rodas conjugadas, com bogie à frente, e um tender de grande capacidade com dois bogies. Concorreram algumas das principais empresas fabricantes de material ferroviário na Europa, como a Henschel & Sohn e a Krauss, tendo sido escolhida a proposta da empresa alemã Borsig, que foi a mais reduzida, de 66.785 francos. Além disso, as locomotivas Borsig eram as mais possantes de todas as concorrentes, com caldeiras de maiores dimensões. Assim, uma portaria de 27 de Fevereiro autorizou a a assinatura do contrato para a aquisição de quatro locomotivas por 267.140 francos, e de outras duas por 143.750 francos, tendo a empresa alemã recusado-se a fazer o mesmo preço por locomotiva da encomenda original.
Além da Borsig, as locomotivas desta série também foram fabricadas pelas casas Maschinenfabrik Esslingen e John Cockerill, tendo sido entregues entre 1903 e 1926. O grupo de locomotivas pertencente à divisão do Sul e Sueste (CFS) foi numerado de 81 a 99, tendo depois sido renumerado, após a sua integração na Companhia dos Caminhos de Ferro Portugueses, de 1281 a 1299, e finalmente de 221 a 237. A aquisição das novas locomotivas foi elogiada pelo engenheiro José Fernando de Sousa, num artigo publicado na Gazeta dos Caminhos de Ferro em 1903, uma vez que iriam permitir uma considerável redução no tempo de percurso entre Faro e o Barreiro.

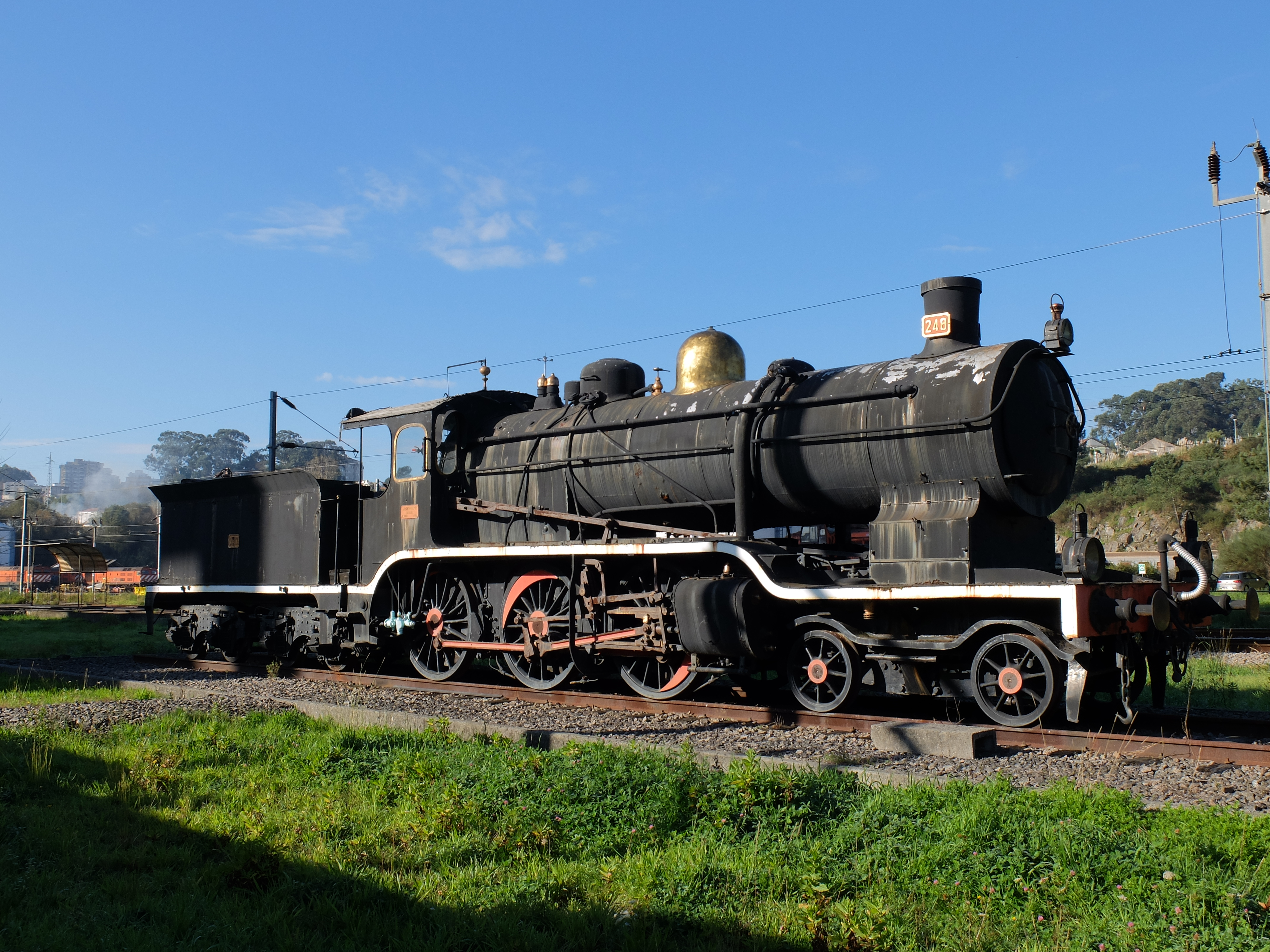
Locomotiva 248, exposta na estação de Contumil em 2016.

### Recuperação da locomotiva 248
Em 5 de Janeiro de 1940, deu-se um desabamento de pedras ao quilómetro 115,47 da Linha do Douro, entre Covelinhas e Gouvinhas, que provocou o descarrilamento da locomotiva 248, que nesse momento rebocava um comboio de passageiros entre Porto-São Bento e Tua; a locomotiva caiu ao Rio Douro, tendo perecido o maquinista e o fogueiro. A locomotiva foi posteriormente recuperada e desmontada, para ser reconstruída nas oficinas de Campanhã, mas o tender nunca chegou a ser encontrado.
Com o fim da tracção a vapor na região Norte do país, todas as locomotivas a vapor foram agrupadas na estação de Vila Nova de Gaia, onde se decidiu que 44 locomotivas iriam ser abatidas, enquanto que as restantes seriam futuramente integradas no Museu Nacional Ferroviário, no Entroncamento. A locomotiva 248 encontrava-se entre as que iriam ser destruídas, tendo sido salva no último momento por decisão de António Maria Lopes, chefe do depósito de Contumil, e de Armando Ginestal Machado, defensor do património ferroviário português. A locomotiva permaneceu durante dois anos em Gaia, onde lhe roubaram as peças em latão e bronze. António Lopes ordenou que a locomotiva fosse rebocada até à rotunda em Contumil, onde ficou a salvo das condições atmosféricas e foi restaurada. A Direcção de Manutenção do Porto continuou os restauros e instalou-a num pedestal em frente às novas instalações oficinais de Contumil, em 17 de Março de 1994. A intervenção foi só de natureza estética, não tendo sido no sentido de deixar a locomotiva operacional. Também foi preservada, no Museu Nacional Ferroviário, a placa de fabricante da locomotiva n.º 223, correspondendo ao número de fabrico 5240 da Borsig.

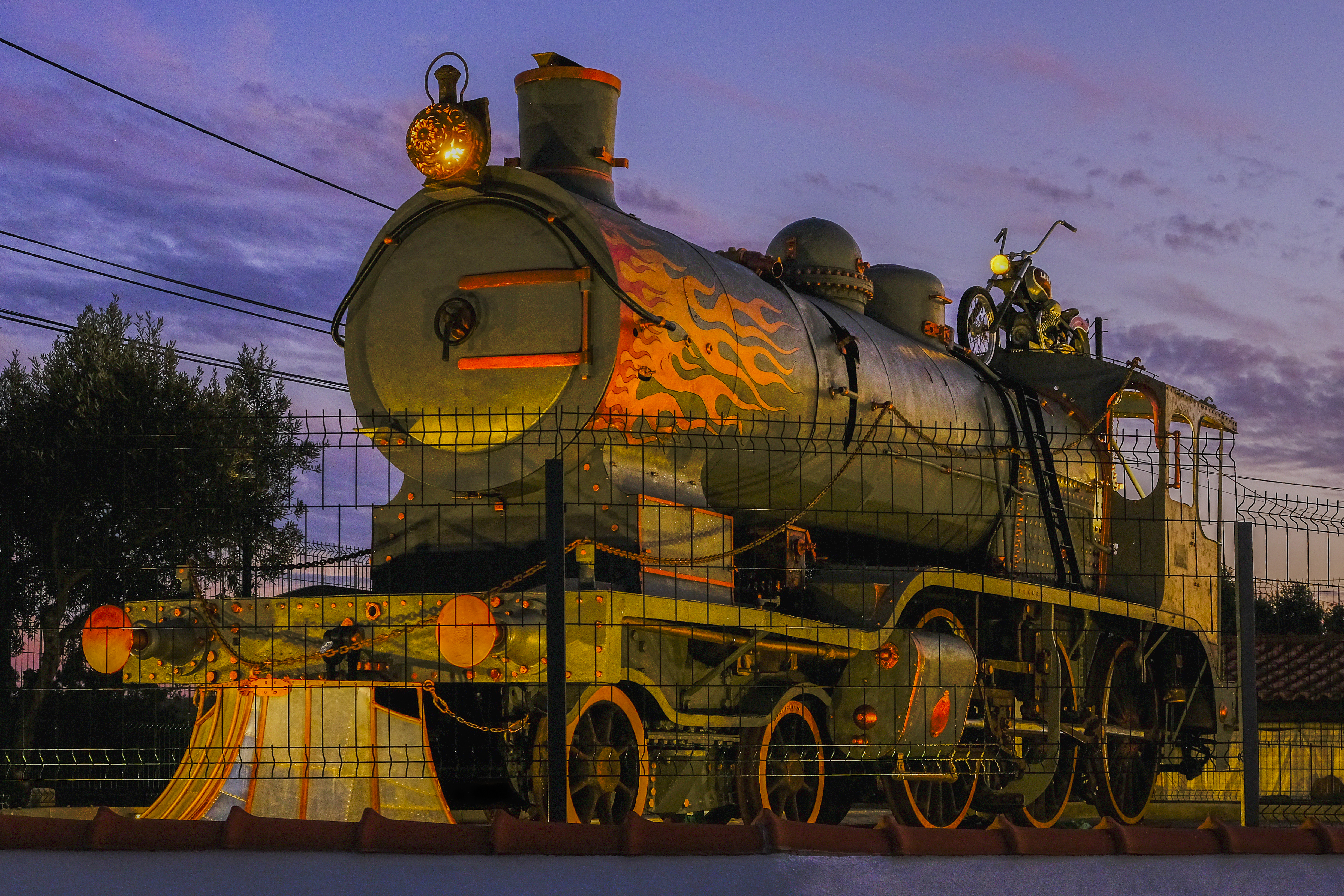
Vista da Locomotiva 238 em 2020, integrada no centro cultural Nirvana Studios.

### Recuperação da locomotiva 238
Sendo originalmente uma locomotiva do Sul e Sueste esteve muitos anos afecta ao depósito do Barreiro. Com o declínio do vapor na região Sul foi transferida para o depósito de Contumil nos anos 1960 a partir de onde serviu nas linhas do Minho e Douro até 1976. Levada para o Entroncamento, serviu de gerador de vapor para as oficinas até aos anos 1980 https://www.flickr.com/photos/filhodacp/47931624427/in/album-72157666568061717. Quando foi integrada no Museu Nacional Ferroviário, não fazia parte do circuito visitável, mas foi colocada numa área de armazenamento.
Em 2020, a locomotiva 238, que estava integrada no Museu Nacional Ferroviário, foi alvo de uma intervenção de restauro, para depois ser exposta no centro centro cultural Nirvana Studios, em Oeiras. O processo de recuperação e transferência da locomotiva foi coordenado por Silvana Bessone, directora do Museu Nacional dos Coches e Presidente do Conselho Consultivo da Fundação do Museu, e teve o apoio das empresas Comboios de Portugal e Infraestruturas de Portugal, e das autarquias do Entroncamento e de Oeiras. Tinha como finalidade «devolver a dignidade a esta peça histórica, cujo estado de avançada deterioração já não permitia o restauro museológico», através da sua integração no centro cultural, onde iria ficar «protegida e exposta de forma panorâmica», funcionando como «uma obra tridimensional que ajudará a transmitir o legado deste período histórico às futuras gerações».
Um dos principais desafios foi o transporte da locomotiva até Barcarena, devido ao seu peso de cerca de cem toneladas, tendo a operação sido apoiada pela polícia e pelos bombeiros, além de vários técnicos de operadoras, que tiveram de desviar fios de telecomunicações para a passagem do veículo.

## Descrição
Esta série era composta por 31 locomotivas a vapor, tendo a sua numeração final sido de 221 a 252. Embora tenham sido fabricadas em várias etapas, obedeciam todas a um projecto comum, provavelmente de concepção nacional. Do tipo compound, nunca foram consideradas muito rápidas, mas eram bastante fiáveis e consumiam pouca água e carvão. As caldeiras eram timbradas a 14 kg/cm².
Segundo a Gazeta dos Caminhos de Ferro, as seis locomotivas encomendadas para a divisão do Sul e Sueste em 1903 tinham uma superfície de grelha de 2,85 m² e de aquecimento de 1,70 m², o diâmetro das rodas era de 1,546 m, o embasamento rígido era de 4 m, do bogie de 2,05 m, e total da máquina de 8,23 m. Os cilindros de AP (alta pressão) tinham 0,35 m de diâmetro, enquanto que os de BP (baixa pressão) tinham 0,55 m, e os êmbulos tinham 0,65 m de percurso, com uma relação de 1:2,5. A tensão de vapor era de 14 Kg, e o esforço máximo de tracção era de 7000 Kg. O peso aderente era de 42 T, sendo o sobre o bogie de 17,5 T, o da máquina vazia de 53 T, e em serviço de 60 T, enquanto que o tender pesava 17,5 T vazio e 37,5 T. O diâmetro das rodas do tender era de 0,85 m, e os depósitos tinham capacidade para 14 m³ de água e 5 T de carvão. O tender tinha dois bogies, com 1,40 m de embasamento, e que distavam 3,10 m entre si. Calculava-se que podiam rebocar 180 a 200 T em rampa de 18 mm, a uma velocidade de 40 Km/h. Os cilindros de alta pressão ficavam no exterior, com distribuição Walschaerts. Devido ao limite que foi imposto de 14 T por eixo, estas locomotivas podiam utilizar sem problemas as pontes mais antigas e menos reforçadas na rede do Sul e Sueste.

## Ficha técnica

### Características gerais
- Número de unidades construídas: 31 (221 - 252)
- Ano de entrada ao serviço: 1903 - 1926[4]
- Tipo de tracção: Vapor[4]
- Fabricantes: Borsig, Maschinenfabrik Esslingen e John Cockerill[4]
- Distribuição: Walschaerts[4]
- Timbre da caldeira: 14 kg/cm²[4]